# 북부바늘발톱갈라고
북부바늘발톱갈라고(Euoticus pallidus)는 갈라고과에 속하는 영장류의 일종이다. 카메룬과 적도기니 그리고 나이지리아에서 발견된다. 자연 서식지는 아열대 또는 열대 기후의 건조한 숲이다.